# Zoum Walter
Pour les articles homonymes, voir Walter.
Zoum Walter (Julienne Pauline Isidorine Walter, née Vanden Eeckhoudt, dite) est une artiste peintre née à Ixelles (Bruxelles) le 9 avril 1902 et morte à Paris le 21 juin 1974.

## Biographie
On compte quatre artistes dans la proche généalogie de Julienne Vanden Eeckhoudt : un graveur, son arrière grand-oncle Jacob Verheyden (1898-1840), trois peintres, son arrière-grand-père François Verheyden (1806-1889), son grand-père Isidore Verheyden 1845-1905), son père Jean Vanden Eeckhoudt (1875-1946) qui épousa sa propre cousine germaine Jeanne Verheyden en 1898. C'est la prononciation particulière par l'enfant du mot « bonjour » (« Bezoum ») qui lui vaut très tôt le surnom de « Zoum » qu'elle conservera toute sa vie.
À partir de 1906, les parents de Zoum l'emmènent régulièrement en vacances à Roquebrune où les amis de la famille sont l'artiste peintre Simon Bussy et son épouse britannique Dorothy née Strachey, romancière et traductrice d'André Gide, sœur de l'écrivain Lytton Strachey et du peintre James Strachey, membre du Groupe de Bloomsbury. Zoum Walter évoquera dans ses mémoires les moments heureux passés à La Souco, propriété des Bussy, où elle est la compagne de jeux de Jane-Simone Bussy (1906-1960), fille de Simon et Dorothy, et où elle va rencontrer Roger Fry et Vanessa Bell, autres figures du Groupe de Bloomsbury, mais aussi Henri Matisse, André Gide, Roger Martin du Gard, Paul Valéry, Francis de Miomandre, ou plus tard encore Angelica Garnett, fille de Vanessa Bell et nièce de Virginia Woolf, qui évoquera la personnalité sensible de Zoum dans ses mémoires.
Fuyant l'invasion allemande de la Belgique en août 1914, la famille Vanden Eeckhoudt se réfugie à Londres, puis revient à Roquebrune en janvier 1915 où Simon Bussy lui trouve la villa Sainte-Lucie qu'elle habite jusqu'en avril 1919 et où Dorothy devient préceptrice de Zoum. Ce sont les pastels de Simon Bussy accrochés aux murs de La Souco qui exercent alors une influente fascination sur Zoum. Elle peint en 1916 ses premiers pastels qui reçoivent l'encourageant soutien tant de Jean Vanden Eeckhoudt que de Simon Bussy. Le plus ancien pastel restant connu de Zoum aujourd'hui, daté de 1918, témoigne du début d'habitudes estivales en famille à Peïra-Cava, au-dessus de Nice. De cette adolescence, les traits de Zoum nous restent fixés par un portrait au pastel dû à Simon Bussy dont on sait qu'il la peignit aussi en Mater Dolorosa et qu'il reproduisit ce second portrait dans la mosaïque du monument aux morts néo-classique (près de l'église Sainte-Marguerite) de Roquebrune Cap-Martin,.
Les années 1919-1925 se partagent pour Zoum, dont la sensibilité verse alors plus dans la musique que dans la peinture, entre Bruxelles où elle se lie d'amitié avec Maria Van Rysselberghe (épouse de Théo) et sa fille Élisabeth, où elle reçoit des leçons de la pianiste Marguerite Laanen, et Roquebrune où le mélomane André Gide (avec qui elle échangera tout le long des années 1922-1923 une correspondance attestant d'une forte amitié) l'initie de même à la transposition musicale. Finalement, lentement mais totalement, elle revient cependant vers la peinture (ses premières huiles sur toiles sont probablement de 1921), et, évoquant juillet 1923, elle écrit elle-même : « J'ai changé de métier, je suis devenue peintre ».
En 1925, année où les Vanden Eeckhoudt achètent un terrain à Roquebrune afin de construire la maison (ce sera « La Couala ») où ils se fixeront à l'année jusqu'en 1937, Zoum rencontre chez les Bussy François Walter qu'elle épouse à Roquebrune trois ans plus tard, le 28 septembre 1928. Le couple s'installe rue Molitor à Paris en 1929, année des premières expositions de Zoum Walter à Bruxelles et Paris. Sylvie naît le 11 septembre 1936.
Les années de guerre situent successivement Zoum à Gargilesse et Paris (1939), à Roquebrune (1940-1941), Peïra-Cava (1941-1942), Figeac (1943-1944), Londres début 1945 où, avec Sylvie, elle retrouve François qui, recherché par la police en 1943, avait fui par la Corse et Alger pour rejoindre les Forces Françaises Libres. Le couple retrouve son domicile parisien en mai 1945, l'année 1946 étant marquée par la disparition de Jean Vanden Eeckhoudt et par l'installation des Walter à Crouy-en-Thelle, dans l'Oise. 
En 1952, Zoum Walter commence pour sa fille la rédaction de ses mémoires : ce sera Pour Sylvie. Jeune comédienne au talent prometteur (élève de Charles Dullin, elle reçoit les encouragements de Georges Wilson), Sylvie Walter se révèle d'une santé fragile. Son décès le 24 février 1958 est une immense douleur, et Zoum Walter, en même temps qu'elle se réfugie dans la spiritualité, abandonne la peinture qu'elle ne reprendra réellement qu'au bout de cinq années. Deux enfants, Christian et Georges, sont adoptés par le couple en 1959.
Zoum Walter se remet à la création picturale en 1963 avec des pastels qui, constructions imaginaires en même temps qu'« écriture synthétique », s'orientent vers l'abstraction géométrique. Francis Ponge lui écrit alors son admiration : « La modestie, mais si fervente, avec laquelle sont rendues ces très rares et très fines harmonies, ne cessent pas de m'émouvoir et, en même temps, de m'apaiser ». De 1966 à 1969, elle s'adonne à l'expérience de la sculpture. Sa peinture revient en 1969 à l'interprétation des sites où elle s'attarde (le Marais poitevin, Arçais, Houlgate, Coxyde et bien sûr Crouy-en-Thelle), avant qu'elle ne réinvestisse en 1971 ses « imaginaires » qui, oubliant toute géométrie et toute référence à des sites géographiques, ne sont plus qu'une « peinture pure » dont elle se justifie : « La réalité me semble plus que jamais absolument fictive, pas vraie... Je ne vois autour de moi qu'insolites et étranges apparences, comment pourrais-je un jour saisir ce qui est toujours fuyant et, dans l'immobilité plastique, faire sentir que tout passe et que rien n'est vrai? »
Lasse, malade, Zoum, dans la nuit du 21 juin 1974, s'en va rejoindre Sylvie. Elles reposent ensemble dans le cimetière de Crouy-en-Thelle où François Walter les rejoindra en juin 1997. Le critique d'art Jacques Michel écrit alors : « Zoum Walter laisse une œuvre qui s'étend sur plus d'un demi-siècle. Elle déborde de vie intérieure et de subtilité, qu'elle représente un paysage figuratif ou développe un thème abstrait. C'était tout un pour ce peintre dont le sujet était plutôt un élan mystique qui devenait peinture ».

## Expositions personnelles
- Galerie Georges Giroux, Bruxelles, octobre 1929, 1948.
- Galerie Druet, Paris, octobre 1929, janvier 1930[15].
- Galerie Breughel, Bruxelles, janvier 1957.
- Galerie Lucy Krohg, Paris, mars 1957.
- Rétrospective Zoum Walter, Musée des beaux-arts de Besançon, décembre 1977 - février 1978.
- Rétrospective Zoum Walter, Musée du Château des ducs de Wurtemberg, Montbéliard, avril 1978.
- Musée Tavet-Delacour, Pontoise, avril-mai 1979[16].
- Zoum Walter, Musée départemental des Vosges, juillet-août 1981[17].
- Cloître des Billettes, rue des Archives, Paris, 1981.
- Musée des beaux-arts de La Rochelle, juillet-septembre 1981.
- Bibliothèque de Strasbourg, janvier-février 1985.
- Rétrospective Zoum Walter, Galerie Horizons, Bruxelles, 1988.
- Galerie Bastien, Bruxelles, 1991.
- Rétrospective Zoum Walter, Musée Ingres, Montauban, mars-avril 1992.
- Musée Tavet-Delacour, Pontoise, 1992[18].
- Rétrospective Zoum Walter, Musée départemental de l'Oise - Beauvais, octobre-novembre 1995[8].
- Galerie Marie-Jeanne Gavroche, Paris, 1996.
- Rétrospective Zoum Walter, Espace Lawrence-Durell, Sommières, 2004.
- Zoum Walter, pastels, Jean-Dominique Lot Art Trade, Cour 16, Paris, mars-avril 2010[2].

## Expositions collectives
- Salon des indépendants, Salon d'automne, Salon des Tuileries, Paris, participations non datées[18].
- André Gide et ses peintres, Musée Georges-Borias, Uzès, juin-août 1993.
- Roquebrune, oasis artistique - André Gide et ses amis, Parc du Cap-Martin, Roquebrune-Cap-Martin, septembre 2013[4],[19].

## Réception critique
- « Zoum est un personnage - si extraordinairement douée, si débordante de vie, et de sensibilité, et d'intelligence... » - Dorothy Bussy[20]
- « Cette artiste s'est mise à l'école de Simon Bussy et a su en tirer un bon parti de conseils qui devaient être excellents. Les harmonies colorées de ces pastels sont délicates ; mais l'artiste devrait bien perfectionner un dessin calligraphique et monotone qui traduit toutes les formes par des surfaces aux angles émoussés. » - François Fosca[15]
- « La peinture de Zoum Walter est mystique... Quand elle se laisse aller à l'abstraction, ce sont alors des verticales évoquant un rythme divin et beaucoup de poésie. » - Jeanine Warnod[21]
- « Doute, foi, espérance palpitent dans tout l'œuvre. Autant que la sincérité du registre, ce qui frappe, c'est un alliage de la forme plastique à celle de la pensée, tout cela dit dans une langue universelle. » - Paule Gauthier[22]
- « Devant le jardin qui borde sa maison, Zoum Walter montre un sens baroque des formes végétales proliférantes. Ailleurs, elle regarde les paysages comme Boudin les ciels normands, avec une extrême sensibilité attentive aux irisations de l'air, peut-être plus impalpables sur ces petits tableaux que sur nature. » - Jacques Michel[23]
- « Jamais notre peintre ne s'est cantonnée dans une formule, jamais imitée elle-même. C'est comme si le monde engendré par ses pinceaux avait chaque matin inventé sa Diane... Le pastel devint chez elle, pour l'expression immédiate de l'émotion, le médium privilégié. L'huile sera davantage la véhicule de sa méditation... Le flot dont nous voyons d'année en année progresser lentement la frange extrême vers les confins du monde sensible les atteint au moment où Zoum Walter va les quitter. » - Suzanne de Coninck[24]
- « Zoum Walter se montre étrangement habitée par les puissances telluriques. » - Stéphane Rey[25]
- « Perpétuelle sublimation des problèmes terrestres: une peinture de silence, méditative, dont les déserts sont habités pourtant: habités par l'esprit, par l'esprit habité par la couleur. » - Bernard Huin[17]
- « Zoum s'est acceptée comme celle dont "la tête du ciel était voisine et dont les pieds touchaient à l'empire des morts". C'est sans doute de cette humanité terrible mais consentie que surgit dans sa peinture la dimension fascinante de l'Éternité. » - Jean-Baptiste Aniort[26]
- « Zoum venait d'une famille d'artistes belges et semblait elle-même sortie d'un pastel de Georges de La Tour, digne, ample, superbe... C'est Zoum qui était ma seconde mère. J'étais stupéfaite d'une combinaison de chaleur et de sensualité émotionnelles qui m'étaient jusqu'alors inconnues. » - Angelica Garnett[6]
- « Comme chez Zurbarán, Vélasquez, Goya, c'est à partir des contrastes du réel, à partir des volumes et des couleurs de la nature que son œuvre révèle, d'une manière drue et comme sauvage, la volonté de saisir l'immédiat en le perçant, en le fixant comme un papillon chamarré.... » - Jean Tardieu[27]

## Musées et collections publiques
- Musée national d'art moderne, Paris.
- Musée d'art moderne de la ville de Paris.
- MUDO - Musée de l'Oise, Beauvais.
- Musée des beaux-arts de La Rochelle[28].
- Musée départemental des Vosges, Épinal.
- Musée Ingres, Montauban[29].
- Fonds national d'art contemporain dont dépôt: Ambassade de France à Washington.
- Musée Georges-Borias, Uzès.
- Musée d'Ixelles.
- Musée de Banja Luka (Bosnie-Herzégovine).

Les Musées royaux des beaux-arts de Belgique, à Bruxelles, conservent d'autre part un grand tableau de Jean Vanden Eeckhoudt daté de 1922 et intitulé Le chapeau mexicain, don de Zoum Walter en 1972. La personne au chapeau mexicain est Jeanne Vanden Eeckhoudt-Verheyden, mère de Zoum Walter, notre artiste alors âgée de 20 ans se trouvant elle-même représentée, assise et lisant, sur la droite du tableau.